# Chris Lane
Chris Eric Lane (Kernersville, 9 novembre 1984) è un cantautore statunitense.
Ha pubblicato un album come frontman della Chris Lane Band, un secondo album, Girl Problems, e un terzo album, Laps Around the Sun, con la Big Loud Records. Lane ha pubblicato sette singoli nelle classifiche Hot Country Songs e Country Airplay, tre dei quali hanno raggiunto il primo posto, ovvero Fix, I Don't Know About You e Big, Big Plans.

## Biografia
Lane è cresciuto a Kernersville, nella Carolina del Nord, e ha un fratello gemello di nome Cory. Mentre frequentava la Glenn High School, lui e suo fratello giocavano a football americano e a baseball, ed entrambi proseguirono gli studi a baseball all'Università della Carolina del Nord a Charlotte. Lane imparò a suonare la chitarra quando gli infortuni sportivi influirono sulle sue possibilità di una carriera da giocatore professionista di baseball. Nella sua città natale lavorò per l'azienda di giardinaggio del padre e fondò una cover band che suonava nella mensa della High Point University. Nel 2007, Lane e suo fratello fecero un provino per la settima stagione di American Idol, ma non arrivarono a Hollywood. Solo nel 2008, l'amico del liceo di Chris, Brent Eliason, lo presentò a Seth England dei Big Loud Mountain e gli disse che doveva ascoltare il suo mixtape. Questo fu il momento che lanciò la carriera di Chris come artista emergente di musica country.

### Carriera
Prima di intraprendere la carriera da solista, Lane è stato il frontman della Chris Lane Band. Il loro album Let's Ride è entrato nella classifica Billboard Top Country Albums nel 2012. Si è trasferito a Nashville nel 2013. Lane ha aperto i concerti di The Band Perry, Eli Young Band, Lee Brice, Chris Young e Brantley Gilbert, tra gli altri. Nel 2014, ha aperto i concerti dei Florida Georgia Line nel loro This Is How We Roll Tour.
Il singolo di debutto di Lane, Broken Windshield View, è stato pubblicato su una radio country il 10 giugno 2014 dai Big Loud Mountain. Il brano è stato scritto da Rodney Clawson, Shane Minor e David Lee Murphy e prodotto da Joey Moi. È stato incluso in The Highway di Sirius XM e New and Noteworthy di iTunes. Ha venduto 11.000 download nella sua prima settimana di uscita e ha raggiunto il numero 45 nella classifica Billboard Hot Country Songs. Ad agosto 2014, aveva venduto 43.000 download. È stato anche incluso in un EP.
Lane ha pubblicato il suo album di debutto Girl Problems nell'agosto 2016. Contiene i singoli Fix e For Her. Il suo secondo album, Laps Around the Sun, ha prodotto il duetto Take Back Home Girl (con Tori Kelly) e I Don't Know About You. Nel 2019, Big, Big Plans è stato pubblicato e ha raggiunto il suo terzo posto nella classifica Billboard Country Airplay, ma non è mai stato incluso in un album e, dopo che Fill Them Boots non è riuscita a raggiungere la top 40 della classifica nel 2021, si è separato dai Big Loud.

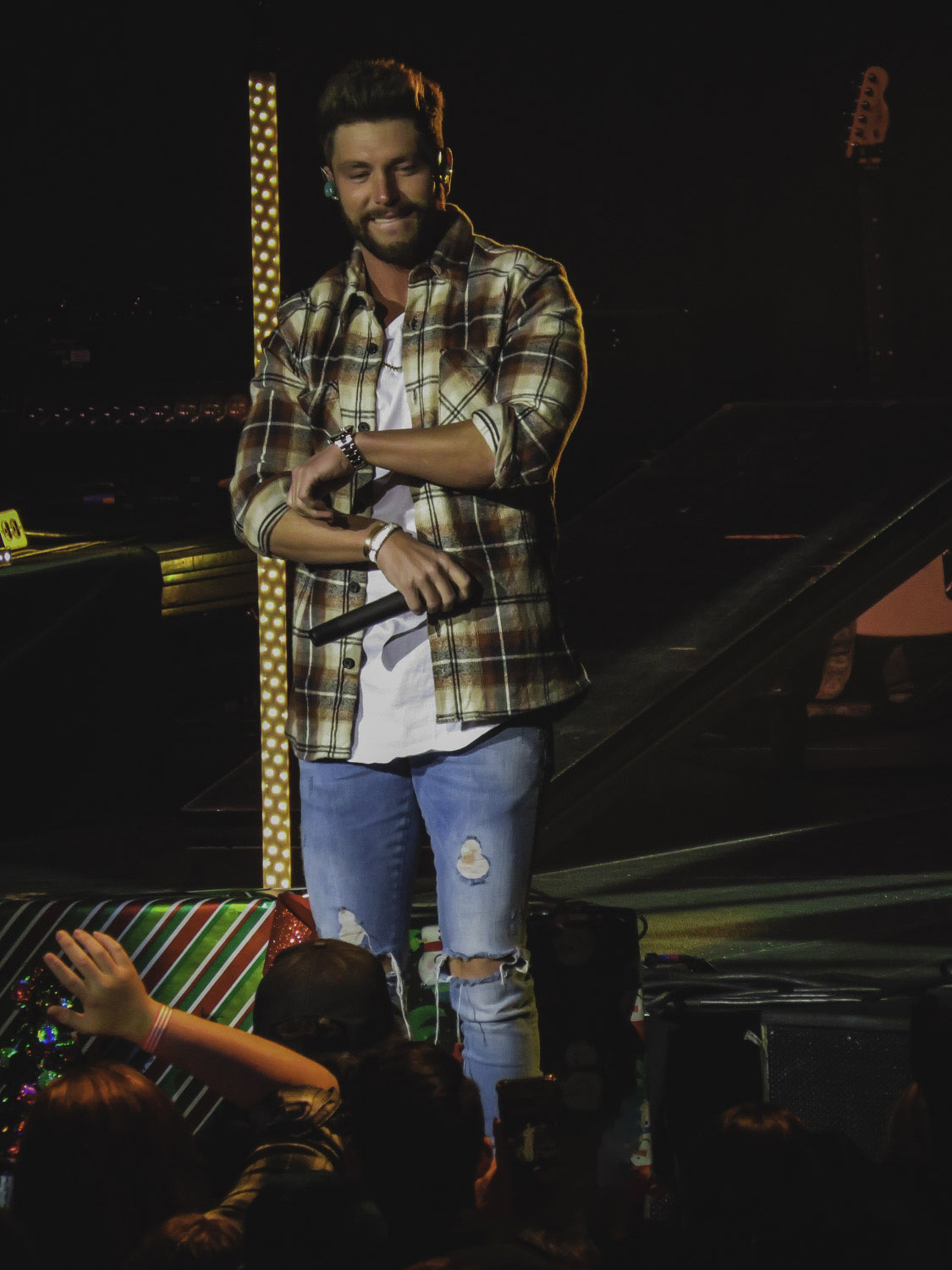
Chris Lane nel 2017 in concerto.

Nel 2021, ha partecipato al singolo Tailgate to Heaven dell'artista country canadese Shawn Austin.
Lane ha firmato una joint venture con la sua etichetta Voyager Records e la neonata Red Street Records nel 2023 e Find Another Bar uscirà il 21 agosto 2023 come suo primo singolo per l'etichetta.

## Vita privata
Nel 2018, Lane ha iniziato a frequentare Lauren Bushnell, la vincitrice della ventesima stagione di The Bachelor. Si sono fidanzati il 16 giugno 2019. I due si sono sposati a Nashville il 25 ottobre 2019. Il 6 dicembre 2020, Lane e Bushnell hanno annunciato di aspettare il loro primo figlio. Il 1° gennaio 2021, è stato rivelato che il bambino sarebbe stato un maschio. L'8 giugno 2021 è nato il loro figlio. Il 6 giugno 2022, Lane e Bushnell hanno annunciato di aspettare il loro secondo figlio a fine ottobre. Il 16 ottobre 2022 è nato il loro secondo figlio.

## Discografia

### Album in studio
- 2012 – Let's Ride (con la Chris Lane Band)
- 2016 – Girl Problems
- 2018 – Laps Around the Sun
- 2025 – Shade Tree